# Gagea sarmentosa
Gagea sarmentosa är en liljeväxtart som beskrevs av Karl Heinrich Koch. Gagea sarmentosa ingår i Vårlökssläktet och i familjen liljeväxter. Inga underarter finns listade.